# Chernes hahnii
Chernes hahnii är en spindeldjursart som först beskrevs av Carl Ludwig Koch 1839.  Chernes hahnii ingår i släktet Chernes och familjen blindklokrypare. Inga underarter finns listade i Catalogue of Life.